# Кеті Шигі
Кеті Шигі (англ. Kathy Sheehy, 26 квітня 1970) — американська ватерполістка.
Срібна призерка Олімпійських Ігор 2000 року.